# Malignität

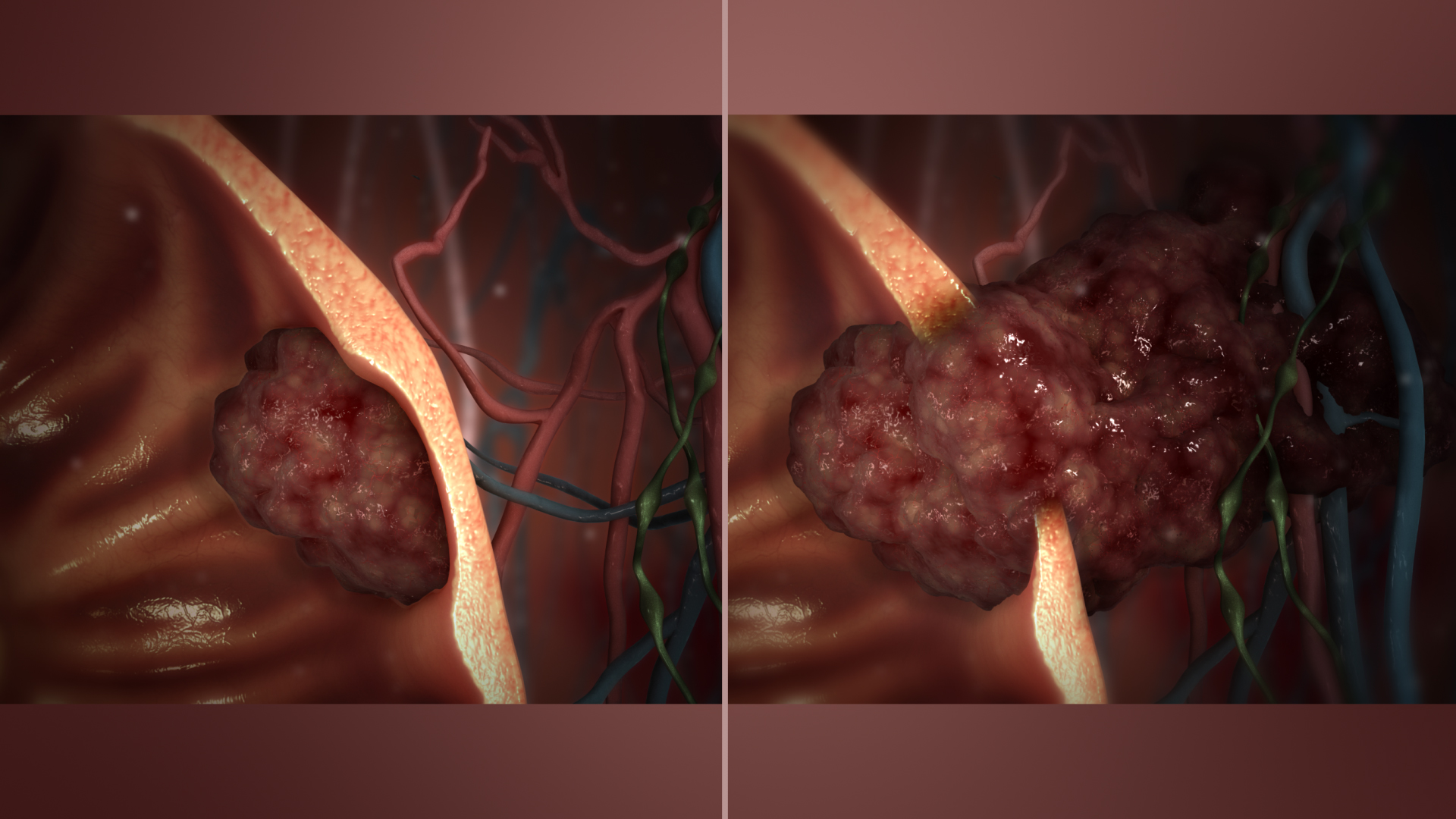
Der bösartige Tumor (R) breitet sich unkontrolliert aus und dringt in das umliegende Gewebe ein, im Gegensatz zum gutartigen Tumor (L), der vom benachbarten Gewebe in sich geschlossen bleibt.

Der Begriff Malignität (lateinisch malignitas ‚Bösartigkeit‘, ‚Missgunst‘) wird in der Medizin verwendet, um eine Erkrankung oder einen Krankheitsverlauf zu kennzeichnen, der fortschreitend zerstörerisch wirkt und möglicherweise auch zum Tod des Patienten führen kann.

## Tumormedizin
Häufig wird der Begriff in Bezug auf Tumorerkrankungen verwendet. Die Bezeichnung „Tumor“ (lateinisch „Schwellung“) bezeichnet eine Geschwulst, die entweder maligne (bösartig) oder benigne (gutartig) sein kann. Kriterien der Malignität, wie sie bereits von Rudolf Virchow seit den 1850er Jahren ähnlich postuliert wurden, sind:
- Bildung von Tochtergeschwülsten (Metastasen)
- lokal infiltrierendes, zerstörerisches (destruierendes) Wachstum
- weitgehende Entdifferenzierung, d. h., die Tumorzellen ähneln nicht mehr dem ursprünglichen Gewebe, aus dem sie stammen.

Ein maligner Tumor wird umgangssprachlich als „Krebs“ bezeichnet. Dieser Begriff wird von Medizinern gerne vermieden, da er mit sehr negativen Assoziationen belegt ist und darunter Erkrankungen subsumiert werden, die wenig Gemeinsamkeiten und eine ganz unterschiedliche Prognose haben.

## Andere Verwendungen in der Medizin
Darüber hinaus wird der Begriff auch in Bezug auf epileptische Anfälle und Stoffwechselstörungen (beispielsweise maligne Adipositas, maligne Hyperthermie) genutzt; auch in der Psychiatrie kommt er als malignes neuroleptisches Syndrom, maligne Katatonie etc. vor. Es gibt auch eine maligne Aphthose und eine maligne Hypertonie. Die Semimalignität (lat. semi ‚halb‘) bezeichnet die eingeschränkte Malignität einer Erkrankung bzw. eines Krankheitsverlaufes. Hier bezeichnet der Begriff keine Tumorerkrankung, sondern eine besonders schwer verlaufende bzw. schwierig zu behandelnde Erkrankung.